# Karl Stadtländer

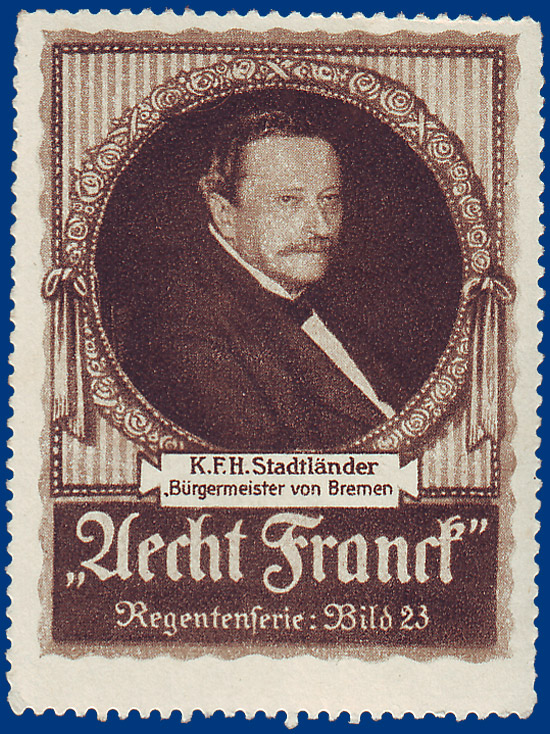
Karl F.H. Stadtländer

Karl F.H. Stadtländer (1844 te Neustadt am Rübenberge - 1916 te Bremen), was een Duits politicus die in 1914 eerste burgemeester (Erste Bürgermeister) van Bremen was.

## Biografie
Karl Stadtländer studeerde rechten aan de Universiteit van Göttingen. Tijdens zijn studententijd werd hij lid van de studentenvereniging Burschenschaft Germania. In 1877 werd hij als liberaal in de Bremische Bürgerschaft (parlement van de stadstaat Bremen) gekozen. In 1890 werd hij lid van de Senaat (regering) van Bremen.
Karl Stadtländer was in 1913 tweede burgemeester (Zweite Bürgermeister) van Bremen. Van 1 januari tot 31 december 1914 was hij eerste burgemeester (Erste Bürgermeister) van Bremen.
Karl Stadtländer overleed in 1916.